# Boogie 2nite
Pour l'album, voir Boogie 2nite (album).
Singles de Booty Luv
Shine
Pistes de Boogie 2nite
Shine Some kinda rush
À l'origine, Boogie 2nite est d'abord une chanson de la chanteuse Tweet qui, malgré sa popularité dans les clubs, n'est jamais sortie dans le commerce. Ensuite, elle devient un remix du DJ Seamus Haji et réenregistrée par le groupe Booty Luv, pour être commercialisée.
Le single sort au Royaume-Uni, sur le label Hed Kandi, le 27 novembre 2006. Il reçoit alors de bonnes critiques et devient un tube largement joué par les DJs. Il atteint la 2e place des meilleures ventes après trois semaines dans les charts pour rester en tout 8 semaines dans le Top 10. En Angleterre, si c'est la version remixée par Seamus Haji qui a servi pour la promotion radio ou live, c'est en revanche la version remixée par DB Boulevard qui a été utilisée pour le clip.
Le single apparaît dans le jeu vidéo Grand Theft Auto: The Ballad of Gay Tony. Le titre est joué dans le club "Maisonette 9" lorsque le personnage Luis Lopez est mené à se rendre sur la piste de danse. Un mini-jeu de danse est alors déclenché sur le titre Boogie 2nite.

## Liste des pistes
Single
1. "Boogie 2nite" (Seamus Haji Big Love Edit)
2. "Boogie 2nite" (DB Boulevard Edit)

Maxi
1. "Boogie 2nite" (Seamus Haji Big Love Edit)
2. "Boogie 2nite" (DB Boulevard Radio Edit)
3. "Boogie 2nite" (Seamus Haji Big Love Remix)
4. "Boogie 2nite" (DB Boulevard Club Mix)
5. "Boogie 2nite" (Tommy Vee vs Keller Remix)
6. "Boogie 2nite" (Danny Freakazoid Remix)
7. "Boogie 2nite" (R&B Edit)
8. "Boogie 2nite" (Clip)

Vinyl
1. "Boogie 2nite" (DB Boulevard Club Mix)
2. "Boogie 2nite" (Tommy Vee vs Keller Remix)
3. "Boogie 2nite" (Seamus Haji Big Love Club Mix)

## Classement des ventes
| Pays                | Meilleure position |
| ------------------- | ------------------ |
| Royaume-Uni         | 2                  |
| Royaume-Uni (Dance) | 1                  |
| Irlande             | 29                 |
| Australie           | 89                 |
| Pologne             | 26                 |
| Pays-Bas            | 13                 |
| Espagne             | 1                  |
| Allemagne           | 76                 |